# تشارلي غالاغير
تشارلي غالاغير (بالإنجليزية: Charlie Gallagher)‏ (3 نوفمبر 1940 بغلاسكو في المملكة المتحدة - ) هو لاعب كرة قدم أيرلندي في مركز مهاجم داخلي. شارك مع منتخب جمهورية أيرلندا لكرة القدم. أما مع النوادي، فقد لعب مع نادي دمبرتون ونادي سلتيك ويوكر أثلتيك ‏.

## مسيرته الكروية
لعب تشارلي غالاغير خلال مسيرته الاحترافية مع ناديين في أربعة عشر موسمًا وسجل خلالها 46 هدفًا ضمن 178 مباراة. حيث فاز في ثلاثة مواسم بالكأس وفي خمسة مواسم بالدوري.
خاض تشارلي غالاغير مسيرته مع نادي سلتيك في موسم 1959–60 ليلعب معه أحد عشر موسمًا، مشاركًا في 108 مباراة سجل خلالها 17 هدفًا. ثم انتقل إلى نادي دمبرتون في موسم 1970–71 واستمر معه طيلة ثلاثة مواسم، حيث شارك في 70 مباراة سجل خلالها 29 هدفًا.

## وصلات خارجية
- تشارلي غالاغير على موقع قاعدة بيانات كرة القدم.إي يو (الإنجليزية)
- تشارلي غالاغير على موقع ناشيونال فوتبول تيمز (الإنجليزية)